# Monochaetum deppeanum
Monochaetum deppeanum är en tvåhjärtbladig växtart som först beskrevs av Diederich Franz Leonhard von Schlechtendal och Adelbert von Chamisso, och fick sitt nu gällande namn av Charles Victor Naudin. Monochaetum deppeanum ingår i släktet Monochaetum och familjen Melastomataceae. Inga underarter finns listade i Catalogue of Life.